# フィロタス (パルメニオンの父)
フィロタス（ギリシャ語: Φιλώτας、ラテン文字転記：Philotas、紀元前4世紀、生没年不明）は、マケドニア王国の人物である。
フィロタスはマケドニアの将軍のパルメニオン、アサンドロス、そしてアガトンの父である。フィロタス自身は歴史上特に目立った活躍をしたわけではないが、息子たちはマケドニアの歴史において大きな役割を果たした。まず、パルメニオンはマケドニア王ピリッポス2世とアレクサンドロス3世の二代にわたって仕え、重く用いられた。アサンドロスも同じくマケドニアに仕え、アレクサンドロスの死後はディアドコイの一人としてディアドコイ戦争を戦い、アガトンはアサンドロスがアンティゴノスと講和した際に人質となった。

## 註
1. ↑  アッリアノス, III. 11
2. ↑  アッリアノス, I. 17
3. ↑  ディオドロス, XIX. 75